# Bruno Calvani
Bruno Calvani (Mola di Bari, 4 gennaio 1904 – Milano, 19 dicembre 1985) è stato uno scultore e pittore italiano.

## Biografia

### Formazione
Avviato agli studi presso l'Istituto fisico-matematico di Bari, appena adolescente denota una spiccata sensibilità artistica che indurrà suo padre dapprima ad affidarlo allo scultore barese Gaetano Stella e poi a inviarlo nel 1918 a Roma dove, oltre a proseguire gli studi scientifici, si iscrive alla scuola di nudo dell'Accademia di Belle Arti. Nella capitale, nonostante la giovane età, inizia a frequentare i principali ambienti artistici, stringendo amicizia con i pittori Carlo Socrate e Francesco Trombadori, di poco più grandi di lui. Entrato nello studio dello scultore Attilio Torresini e poi distaccatosene per avvicinarsi ad Ettore Ferrari e ad Arturo Martini, vi farà in breve tempo ritorno.
Al 1921 risale la prima esposizione, presso la Mostra Annuale di Belle Arti di Bari. Dopo l'estate si trasferisce a Milano e viene accolto, con particolare benevolenza, nello studio di Adolfo Wildt. Gli insegnamenti del maestro nella lavorazione del marmo trovano in Calvani una prima applicazione nel ritratto della nonna Maria Mariani, del 1922, su un originale in creta risalente a tre anni prima. Nel 1924 l'opera sarà esposta a Bari, col nome di Testa di vecchia e insieme a una Testa virile dello stesso autore, presso la I Biennale Meridionale di Arte, e varrà alla capacità di modellazione del giovane artista il riconoscimento di "un certo studio e talento che fanno sperare bene".

### Il periodo parigino
Dopo aver prestato il servizio militare a Napoli, nel 1926 Calvani è accettato alla Biennale di Venezia, ma vi rinuncia non avendo modo di realizzare l'opera bronzea accolta. Parte quindi per Parigi e vi soggiorna per poche settimane. Tornerà nella capitale francese nel 1926, dove incontra il pittore conterraneo Onofrio Martinelli, insieme al quale scopre la città e visita i molti musei e le gallerie d'arte. Attratto dall'ambiente internazionale parigino, vi si stabilisce prendendo un minuscolo studio nell'impasse du Rouet. Nel 1930, dopo un lungo viaggio in Germania fino a Berlino, torna a Parigi e si dedica alacremente alla realizzazione della scultura con la quale partecipa poi all'esposizione autunnale del Salon des Artistes Français.
A partire dal 1932 si intensificano le occasioni per esibire le sue opere: grazie alle esposizioni al Parc des Expositions, al Salon des Tuleries, alla Cameraderie Française, conosce Aristide Maillol e Charles Despiau ed entra stabilmente nella cerchia artistica nota come école italienne de Paris, e comprendente Severini, Paresce, de Chirico, Campigli, Tozzi e de Pisis. Nel 1933 partecipa all'Esposizione degli artisti italiani a Parigi, promossa dal periodico fascista "La Nuova Italia", ottenendo dalla commissione un "premio di incoraggiamento" di 1000 lire; inoltre il ritratto della sorella è acquistato da Anatole de Monzie, allora ministro francese dell'Istruzione e delle Belle Arti. Due anni dopo, poco più che trentenne, allestisce una mostra personale presso la Galerie Quatre-Chemins.
Si avvicina inoltre all'arte murale, con un bassorilievo che viene esposto alla prima esposizione L'Art Mural in rue de la Boëtie. Nel 1936, insieme a Francis Gruber, André Fougeron, Édouard Pignon e Mario Prassinos, fonda il gruppo Nouvelle Génération ed espone alla prima mostra della corrente; inoltre presso la Galerie de Paris prende parte per la seconda volta alla mostra del sindacato degli artisti italiani a Parigi, con alcune terrecotte e disegni. Due sue opere, Ada (in bronzo) e Testa di donna (in terracotta) sono donate al Petit Palais da parte del mecenate italiano, conte Emanuele Sarmiento. Nel 1937 partecipa alla quinta esposizione degli artisti italiani a Parigi ed è incaricato di realizzare una statua di tre metri per il padiglione italiano dell'Esposizione Universale a parigina. Nel 1938 prende parte alla seconda esposizione di Nouvelle Generation.

### Gli anni della maturità
La seconda guerra mondiale coglie Calvani nella capitale francese: lo scultore viene condotto in un campo di prigionia e subisce il saccheggio dello studio. Nel 1942 rientra in Italia e prende residenza a Milano, che elegge a sua città d'adozione. Nonostante il pesante clima bellico, nello stesso anno riesce ad allestire una personale presso la Galleria Asta. L'anno successivo espone alla Galleria Cairola e all'Annunciata di via Fatebenefratelli, ottenendo un benevolo giudizio dal critico d'arte del Corriere della Sera, che ne sottolinea l'inconsueta capacità di studio del volto femminile. Viene inoltre invitato per la IV Quadriennale Nazionale d'Arte di Roma. Nel 1945 è l'unico scultore ad esporre, insieme ai pittori Renato Guttuso, Giovanni Omiccioli, Domenico Purificato e Giulio Turcato, in una collettiva presso la Galleria del Secolo in via Veneto a Roma. Nell'immediato dopoguerra si susseguono le esposizioni, sia personali sia collettive, tanto in gallerie private quanto in eventi ufficiali come la I mostra Nazionale della Permanente del 1948, la VI e la VII Quadriennale di Roma, la IX Triennale di Milano del 1951, la Biennale di Venezia del 1952. Calvani ottiene inoltre il Premio Saint Vincent e il premio della Spiga nel 1946, il premio Nazionale Principe Umberto nel 1948. Nello stesso anno una sua opera viene acquistata dalla Galleria Nazionale d'Arte Moderna di Milano. Saranno questi gli anni in cui il capoluogo lombardo diventa il fulcro attorno al quale ruota la vita personale e professionale di Bruno Calvani.
Nel 1953, partecipa senza successo, ma con menzione d'onore da parte della commissione aggiudicatrice, al concorso nazionale indetto dal comune di Pescia per una statua nell'erigendo Parco di Pinocchio. L'anno successivo prende parte alla Mostra della Scultura Italiana a Rotterdam e nel 1957 alla Galleria Barbaroux di Milano, con sculture e disegni. Un'ulteriore mostra, nel 1958, riceve l'attenzione del Corriere della Sera, che elogia "la grecità, la tradizione, la natura ideale, spirituale morale" delle opere dell'artista e ne sottolinea il carattere "timido e scontroso per desiderio di purezza". Nel 1959 il presidente della Repubblica Giovanni Gronchi gli assegna la medaglia d'oro ai benemeriti della cultura e dell'arte, in occasione della partecipazione alla Biennale nazionale d'Arte. Nel 1960 vince il premio Forlì per la scultura e nel 1961 a Torino l'omologo il premio "Ines e Rodolfo Fila". Al 1961 risale la grande statua bronzea di Doña Flor, monumento al musicista Niccolò van Westerhout commissionatogli dall'amministrazione comunale di Mola di Bari che diede i natali ad entrambi. Insieme al portale bronzeo della chiesa di San Giuseppe a Legnano, annessa al monastero delle carmelitane scalze, la statua di Doña Flor è una delle poche occasioni in cui l'artista, nella sua maturità, si dedica ad un'opera di grandi dimensioni, allontanandosi dalla realizzazione di maschere e terrecotte.
Nel 1965 è nominato membro dell'Accademia di San Luca. Negli anni successivi si susseguono, specialmente a Milano, le occasioni nelle quali la maestria di Calvani viene celebrata: così nel 1971 l'esposizione La scuola italiana di Parigi presso l'Annunciata, nel 1973 I Maestri in Brera, nel 1977 L'Umano nella scultura italiana sempre all'Annunciata, nel 1981 la retrospettiva 40 anni di mostre.
Calvani muore il 19 dicembre 1985 a Milano, alla soglia degli 82 anni.